# フィリプ・マルチヴィニスキ
フィリプ・マルチヴィニスキ（Filip Marchwiński、2002年1月10日 - ）は、ポーランド・ポズナン出身のサッカー選手。レフ・ポズナン所属。ポジションはMF。

## クラブ経歴
レフ・ポズナンの下部組織で育成され、2018年12月からトップチーム登録となった。同年12月16日、ザグウェンビェ・ソスノヴィエツとのエクストラクラサで71分から途中出場でトップチームデビューを果たすと、86分にはプロ初ゴールも挙げた。なお、当時の16歳340日におけるエクストラクラサでのゴールはリーグ史上最年少得点記録を塗り替える得点をなった。

## 代表経歴
2017年からポーランドの世代別代表に招集されている。
2023年10月12日、UEFA EURO 2024予選のフェロー諸島代表戦でA代表初出場。

## タイトル

### クラブ
レフ・ポズナン
- エクストラクラサ : 1回 (2021-22)